# Kitaibaraki
Kitaibaraki (japanisch 北茨城市, -shi, dt. „Nord-Ibaraki“) ist eine Stadt in Japan an der Pazifik-Küste der Präfektur Ibaraki.

## Geographie
Kitaibaraki liegt nördlich von Hitachi und südlich von Iwaki.

## Geschichte
Kitaibaraki war früher ein Ort, der Kohle am südlichen Ende des Jōban-Kohlefeld förderte. Es wurden Anstrengungen unternommen, neue Industrien aufzubauen. Es waren dort Künstler ansässig, wie der Maler Yokoyama Taikan und der Kunstförderer Okakura Kakuzō. Letzterer baute am Izura-Küstenabschnitt einen roten, sechseckigen Pavillon, „Rokkakudō“ (六角堂) genannt. Der Pavillon wurde 2011 durch das unten beschriebenen Tsunami zerstört, ist aber inzwischen wieder aufgebaut.
Die Stadt Kitaibaraki wurde am 31. März 1956 aus den ehemaligen Gemeinden Isohara, Otsu, Sekinan, Sekimoto, Hiragata und Minaminakazato aus dem Landkreis Taga gegründet.

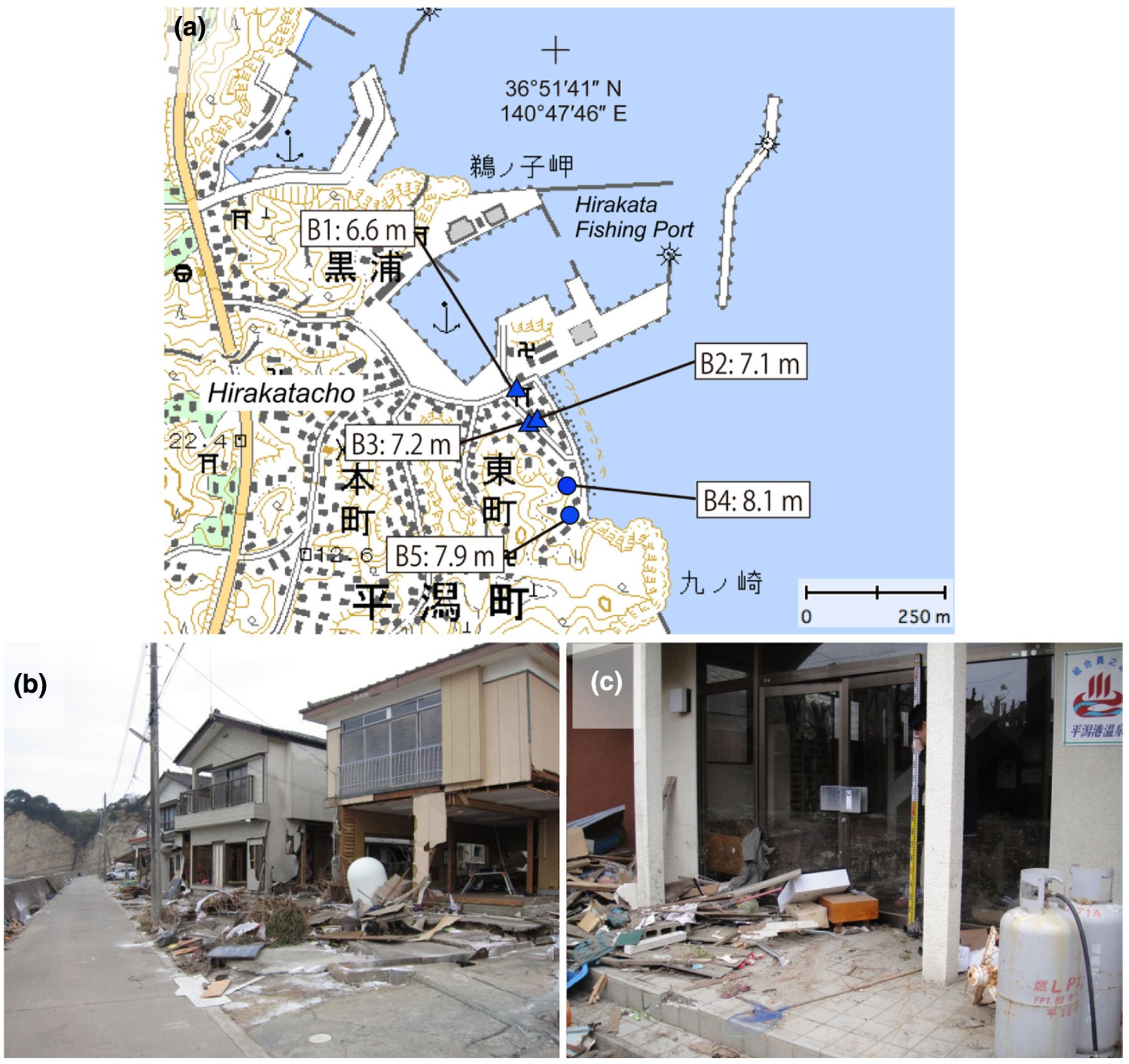
Tōhoku-Tsunami 2011 im Ortsteil Hirakatacho:
a: Überflutungs-Höhen (Dreiecke) und Auflaufhöhen (Kreise)
b: Tsunamischaden
c: Wasserspuren auf verglaster Eingangstür

Am 11. März 2011 wurde die Stadt vom Tōhoku-Erdbeben und dem darauffolgenden Tsunami getroffen. Die Anzahl der völlig zerstörten Wohngebäude wird auf 188 und die der teilweise zerstörten auf 1.336 beziffert. Die Brand- und Katastrophenschutzbehörde meldete in ihrem Schadensbericht 10 Tote und einen Vermissten in Kitaibaraki. Im Ortsteil Hirakatacho wurden der Fischereihafen und das Wohngebiet schwer beschädigt. Der Tsunami zerstörte das erste Geschoss vieler Häuser. Wasserspuren an den Gebäuden zeigen Überflutungshöhen von 6,6–7,2 m an, während Trümmerspuren Auflaufhöhen von 7,9 und 8,1 m belegen.

## Verkehr
- Zug:
  - JR-Jōban-Linie
- Straße:
  - Jōban-Autobahn nach Tokio oder Iwaki
  - Nationalstraße 6 nach Tokio oder Sendai

## Söhne und Töchter der Stadt
- Tatsuya Ishi, Sänger

## Angrenzende Städte und Gemeinden
- Iwaki
- Takahagi